# 卑影ムラサキ
卑影 ムラサキ（ひえい ムラサキ）は、日本の小説家、シナリオライター、ゲーム開発者。シナリオライター互助会 「企画屋」所属。

## 略歴
6月24日生まれ。グラフィッカーとしてゲームメーカーに就職後、アダルトゲームのディレクターを務める。退職後にBALDR FORCE（戯画・2002年発売）のシナリオを担当後、新規設立されたシナリオライターの互助企業「企画屋」のメンバーとなる。

個人サークル「非合法出版局ASS」を主催。

## 作品
一般ゲーム
- 風雨来記（フォグ、2001年1月18日）
- BALDR FORCE EXE（Alchemist 、2004年10月28日）
- DUEL SAVIOR DESTINY(Alchemist 、2005年12月22日)
- シカトリス(日本一ソフトウェア、2023年6月29日)※プロット・原案は日本一ソフトウエア

アダルトゲーム
- 背徳（rúf、2002年6月7日）
- BALDR FORCE（戯画、2002年11月1日）
- 隷嬢キャスター2（Guilty 、2002年12月20日）
- BALDR FORCE EXE（戯画、2003年1月24日）
- RUN（Lip2 、2003年3月20日）
- 家庭内調教（Guilty 、2004年1月23日）
- DUEL SAVIOR（戯画、2004年10月1日）※サブシナリオ担当
- 人妻女教師・麗香 ～乳辱の雌奴隷～ (Guilty 、2004年12月10日)
- DUEL SAVIOR JUSTICE (戯画、2005年7月29日)※サブシナリオ担当
- NOISE -ノイズ-（CARMINE 、2005年12月09日）
- チアフル!（戯画、2007年1月26日）
- BALDR SKY Dive1 ”Lost Memory” (戯画、2009年3月27日)
- 姫とボイン（G.J? 、2009年4月17日）
- 必殺シコキ屋稼業（Gargoyle 、2009年7月31日）
- BALDR SKY Dive2 ”RECORDARE” (戯画、2009年11月27日)
- BALDR SKY DiveX ”DREAM WORLD”(戯画、2010年9月24日)
- 電激ストライカー（OVERDRIVE 、2011年6月24日）
- LEWDNESS ～Vita sexualis～（Empress 、2012年6月22日）
- イントルーダー ～侵入者～（material 、2012年6月22日）
- 超電激ストライカー（OVERDRIVE、2012年7月27日）
- BALDR HEART（戯画、2016年8月26日）

ソーシャルゲーム
- BALDR ACE（DMM 、シナリオ監修）

小説
- グリモア　俺の脳内彼女日記[2]（幻冬舎 幻狼FANTASIA NOVELS、2010年3月）ISBN 978-4-344-81921-4
- バルドスカイ アナザーデイズ [2]（戯画 原作、ハーヴェスト出版、2010年9月）ISBN 978-4-434-13828-7
- 妹の美羽が全部シテあげる！ （美少女文庫、2013年10月）ISBN 978-4-8296-6269-4
- 白銀（しろがね）のお嬢様と支配の聖衣（クロス）美少女文庫、2014年3月）ISBN 978-4-8296-6283-0
- 故郷の未亡人兄嫁〈帰省中の楽園〉[3]（フランス書院文庫、2014年8月）ISBN 978-4-8296-6283-0

ムック
- 羞恥の排泄少女（第1号）（三和出版 刊、2004年9月）ISBN 978-4-7769-0048-1
- マニアックノベルハード 蕾秘（三和出版 刊、1～3号）